# Шемоден-е-Во
Шемоден-е-Во (фр. Chemaudin et Vaux) — муніципалітет у Франції, у регіоні Бургундія-Франш-Конте, департамент Ду. Шемоден-е-Во утворено 1 січня 2017 року шляхом злиття муніципалітетів Шемоден i Во-ле-Пре. Адміністративним центром муніципалітету є Шемоден. Населення — 2114 осіб (01.01.2021).